# Чалметт (Луїзіана)
Чалметт (англ. Chalmette) — переписна місцевість (CDP) в США, в окрузі Сент-Бернард штату Луїзіана. Населення — 21 562 особи (2020).

## Географія
Чалметт розташований за координатами 29°56′38″ пн. ш. 89°57′58″ зх. д. / 29.94389° пн. ш. 89.96611° зх. д. (29.944015, -89.966005).  За даними Бюро перепису населення США в 2010 році переписна місцевість мала площу 20,37 км², з яких 18,53 км² — суходіл та 1,85 км² — водойми.

## Демографія
Згідно з переписом 2010 року, у переписній місцевості мешкала 16 751 особа в 6303 домогосподарствах у складі 4136 родин. Густота населення становила 822 особи/км².  Було 7947 помешкань (390/км²).
Расовий склад населення:
| - 76,0 % — білих - 13,2 % — чорних або афроамериканців - 3,0 % — азіатів - 0,6 % — корінних американців - 0,1 % — вихідців з тихоокеанських островів - 3,9 % — осіб інших рас |

До двох чи більше рас належало 3,3 %. Частка іспаномовних становила 10,3 % від усіх жителів.
За віковим діапазоном населення розподілялося таким чином: 25,3 % — особи молодші 18 років, 65,8 % — особи у віці 18—64 років, 8,9 % — особи у віці 65 років та старші. Медіана віку мешканця становила 31,4 року. На 100 осіб жіночої статі у переписній місцевості припадало 105,3 чоловіків;  на 100 жінок у віці від 18 років та старших — 104,4 чоловіків також старших 18 років.
Середній дохід на одне домашнє господарство  становив 54 097 доларів США (медіана — 40 968), а середній дохід на одну сім'ю — 59 125 доларів (медіана — 43 919). Медіана доходів становила 37 583 долари для чоловіків та 31 923 долари для жінок. За межею бідності перебувало 21,6 % осіб, у тому числі 31,5 % дітей у віці до 18 років та 10,9 % осіб у віці 65 років та старших.
Цивільне працевлаштоване населення становило 8924 особи. Основні галузі зайнятості: освіта, охорона здоров'я та соціальна допомога — 16,5 %, будівництво — 12,2 %, роздрібна торгівля — 11,8 %.